# Podospora pectinata
Podospora pectinata är en svampart som beskrevs av N. Lundq. 1970. Podospora pectinata ingår i släktet Podospora och familjen Lasiosphaeriaceae.   Inga underarter finns listade i Catalogue of Life.